# 佐竹義種
佐竹義種（1567年—1619年7月11日）是日本戰國時代至江戶時代前期的武將。佐竹南家第3代當主。父親是佐竹南家第2代當主佐竹義尚。

## 生平
在永祿10年（1567年）出生，家中嫡男。幼名新發意、鶴壽丸。元龜2年（1571年），因為父親義尚死去，於是與堂弟義宣一同在太田城受養育。天正7年（1580年），與義宣一同元服。天正12年（1585年），在伯父義重的指揮下，與北條氏直戰鬥，立下戰功。天正18年（1590年），與義宣一同在小田原征伐中從軍。此後，在文祿慶長之役中，於名護屋城守備。
慶長7年（1602年），佐竹家因為在關原之戰中的曖昧態度，被德川家康問罪，並轉封至出羽國久保田藩。此時，率先帶領部下進入秋田準備，因為如此迅速行動，義宣大喜，並詢問封地安排。對此，指出因為與最上氏和伊達氏的領地鄰接，為了在兵亂時期盡早參戰，於是被任命湯澤城城代。以後，並無住在城內，而是在山麓設立住居兼役所。此後，參與大坂之陣。在元和5年（1619年）死去。享年53歲。家督由嫡男義章。

## 外部連結
- 武家家伝＿佐竹氏（页面存档备份，存于）